# 腺缘山矾
腺缘山矾（学名：Symplocos glandulifera），为山矾科山矾属下的一个种。

## 扩展阅读
維基物種上的相關：腺缘山矾